# Ermanno Gorrieri
Ermanno Gorrieri (ur. 26 listopada 1920 w Sassuolo, zm. 29 grudnia 2004 w Modenie) – włoski polityk i działacz związkowy, parlamentarzysta, w 1987 minister pracy i ochrony socjalnej.

## Życiorys
Od połowy lat 30. członek Azione Cattolica. W okresie II wojny światowej działacz ruchu oporu i dowódca partyzancki. W 1950 ukończył studia prawnicze na Università degli Studi di Modena e Reggio Emilia. Przystąpił do Chrześcijańskiej Demokracji, w 1945 został sekretarzem jej struktur w prowincji. Był działaczem związkowym w ramach Włoskiej Konfederacji Pracowniczych Związków Zawodowych (CISL).
W latach 1958–1963 sprawował mandat posła do Izby Deputowanych III kadencji. Od 1970 do 1975 był radnym regionu Emilia-Romania. Przewodniczył komisjom rządowym zajmującym się problematyką społeczną. Od kwietnia do lipca 1987 zajmował stanowisko ministra pracy i ochrony socjalnej w szóstym rządzie Amintore Fanfaniego. W 1993 współtworzył centrolewicową partię Cristiano Sociali.